# 泉野 (印西市)
泉野（いずみの）は、千葉県印西市の町丁。現行行政地名は泉野一丁目から泉野三丁目。郵便番号270-1360。

## 地理
北は泉、東は草深、南は原山、南西は中央南、西は大塚、北西は鹿黒南、多々羅田に隣接している。

## 歴史
- 2012年（平成24年）12月26日 - 鹿黒南とともに新設[4]。

### 町名の変遷
| 実施後     | 実施年月日     | 実施前（各大字ともその一部）                           |
| ---------- | -------------- | ------------------------------------------------------ |
| 泉野一丁目 | 2012年12月26日 | 戸神字高根の一部                                       |
| 泉野一丁目 | 2012年12月26日 | 泉字南西ヶ作、字南西ヶ作、字南西ヶ作中割の各一部       |
| 泉野一丁目 | 2012年12月26日 | 船尾字四五右ヱ門の一部                                 |
| 泉野一丁目 | 2012年12月26日 | 多々羅田字仲開、字長谷、字木戸、字高根、字坂下の各一部 |
| 泉野一丁目 | 2012年12月26日 | 草深字泉新田前の一部                                   |
| 泉野二丁目 | 2012年12月26日 | 泉字西ヶ作、字西ヶ作中割の各一部                       |
| 泉野二丁目 | 2012年12月26日 | 多々羅田字長谷の一部                                   |
| 泉野三丁目 | 2012年12月26日 | 泉字西ヶ作、字西ヶ作中割、字東南側、字西南側の各一部   |
| 泉野三丁目 | 2012年12月26日 | 多々羅田字木戸の一部                                   |
| 泉野三丁目 | 2012年12月26日 | 草深字泉新田前の一部                                   |

## 施設
- コストコ千葉ニュータウン倉庫店[6]
- カインズホーム千葉ニュータウン店

## 交通

### 鉄道
地内に鉄道は通っていない。中央南にある北総鉄道北総線の千葉ニュータウン中央駅が利用できる。

### 道路
- 一般国道
  - 国道464号
- 主要地方道
  - 千葉県道61号船橋印西線